# 支那駐屯軍
支那駐屯軍（日语：支那駐屯軍） 是日本因義和團之亂而配置給八國聯軍日本軍部隊，在終結庚子拳亂後的《辛丑条约》獲得在中國境內駐屯佈署的軍隊。清帝國時期稱為清国驻屯军，中華民國時期改名，因司令部在天津海光寺，日本方面又稱其為天津軍。兵力規模為數千餘人，位階比照旅級編制，在後期階段為天皇親任官。
七七事變後部隊擴編，部隊名稱撤除，改名為支那駐屯混成旅團。

## 历史
光緒二十六年（1900），華北因義和拳亂威脅外國人的生命安全，日本先是派遣小規模部隊入駐天津日租界。後拳亂態勢失控，日本在6月決定將第5師團調撥部隊加入八國聯軍，在投入作戰後，義和拳亂趨於平息。同年10月，日本決定從第5師團抽調一個混編旅規模的兵力編成清國駐屯隊，其餘的第5師團部隊返國歸建。
光緒二十七年（1901），辛丑條約簽訂。依循辛丑條約日本獲得在北京京畿周圍駐軍資格，駐屯隊也正名為清国驻屯军，該部隊主要任務為保護日本在華北的大使館與領事館，部隊因駐地有特殊政治意義，因此為天皇直轄部隊，而不從屬於參謀本部。部隊規模有步兵大队6个、野炮兵大队1个、醫院1个、军乐队1个、守备队司令部1个、骑兵中队1个、工兵中队1个、宪兵队1个，总兵力2,600人。宣統三年（1912）3月，宣統皇帝宣布退位後清朝滅亡，進入中華民國時代。1912年4月（明治45年）改称「支那驻屯军」。
七七事变以前，驻天津、山海关、通县、丰台、北平等。因军司令部位于天津海光寺兵营，又被称为天津军，日後成為侵华日军的一部分。支那駐屯軍很長時間規模在3,000人以下，直到1930年代中日關係惡化，日本企圖促成華北五省自治，開始強化支那駐屯軍戰力。昭和11年（1936）4月，原本的步兵聯隊被擴編為步兵旅，所屬兵力達11個步兵營，並增編了戰車部隊、航空部隊，總人數增加到接近6,000人，部隊指揮官地位也提升到與師長相同的親任官。1937年7月7日，支那駐屯軍步兵部隊挑起七七事变，发动了全面战争。
1937年8月31日，因華北戰事擴大，日军大本营撤销支那駐屯軍番号，编成北支那方面军，辖第1军和第2军；原驻屯军改编为中国駐屯混成旅团。1938年3月12日增设支那驻屯步兵第3联队编入，并改称支那驻屯兵团。1938年6月21日支那驻屯兵团改编为第27師團。

## 侵華计划
支那驻屯军先后制定以下侵略方案：
1. 《1933年中国占领地区统治纲领案》
2. 《1934年华北占领地区统治计划》
3. 1936年9月15日拟定《1936年度华北占领统治计划书》

## 軍概要

### 历任司令官

#### 清国驻屯军司令官
- 大岛久直中将：1901年6月1日－1901年7月4日
- 山根武亮少将：1901年7月4日－1901年10月25日
- 秋山好古骑兵大佐：1901年10月25日－1903年4月2日
- 仙波太郎步兵大佐：1903年4月2日－1905年6月25日
- 神尾光臣少将：1905年6月25日－1906年11月27日
- 中村爱三少将：1906年11月27日－1908年11月21日
- 阿部贞二郎少将：1908年11月21日－1912年4月24日

#### 支那驻屯军司令官
- 佐藤钢次郎少将：1912年4月24日－1914年8月8日
- 奈良武次少将：1914年8月8日－1915年7月5日
- 斋藤季治郎少将：1915年7月5日－1916年5月2日
- 石光真臣少将：1916年5月2日－1918年6月10日
- 金谷范三少将：1918年6月10日－1919年7月25日
- 南次郎少将：1919年7月25日－1921年1月20日
- 铃木一马少将：1921年1月20日－1923年8月6日
- 吉冈显作少将：1923年8月6日－1925年5月1日
- 小泉六一中将：1925年5月1日－1926年3月2日
- 高田丰树中将：1926年3月2日－1927年7月26日
- 新井龟太郎中将：1927年7月26日－1929年3月16日
- 植田谦吉中将：1929年3月16日－1930年12月22日
- 香椎浩平中将：1930年12月22日－1932年2月29日
- 中村孝太郎少将：1932年2月29日－1934年3月5日
- 梅津美治郎少将：1934年3月5日－1935年8月1日
- 多田骏少将：1935年8月1日－1936年5月1日
- 田代皖一郎中将：1936年5月1日－1937年7月12日
- 香月清司中将：1937年7月12日－1937年8月26日

### 历任参谋长

#### 支那驻屯军参谋长
- 松本健儿：1928年8月10日－1931年8月1日
- 武内俊二郎：1931年8月1日－1932年1月9日
- 菊地门也：1932年1月9日－1934年8月1日
- 酒井隆：1934年8月1日－1935年12月2日
- 永見俊徳（日语：永見俊徳）：1935年12月2日－1936年8月1日
- 桥本群：1936年8月1日－1937年8月26日

#### 支那驻屯军參謀副長
- 矢野音三郎 大佐 昭和12年（1937年）8月1日 - 昭和12年（1937年）8月26日

### 最終司令部構成
- 參謀
  - 政策 和知鷹二 中佐
  - 經濟 池田純久 中佐
  - 作戰 大木良枝 少佐
  - 諜報 専田盛壽 少佐
  - 後方 安達與助 少佐
  - 教育 中村忠英 少佐
  - 通信 鈴木京 大尉

### 編制
昭和12年（1937年）额定员额5774人，战马648头：
- 支那驻屯军司令部（日语：支那駐屯軍司令部，天津）：司令官 田代皖一郎中將
  - 支那驻屯步兵旅團（日语：支那駐屯歩兵旅団，北平）：旅团長 河邊正三少將兼守备队司令官
    - 支那驻屯步兵第1联队（日语：支那駐屯歩兵第1連隊）（北平）：聯隊長 牟田口廉也大佐
    - 支那驻屯步兵第2联队（日语：支那駐屯歩兵第2連隊）（天津）：聯隊長 萱嶋高大佐

  - 支那驻屯炮兵联队（日语：山砲兵第27連隊）（天津）：聯隊長前田卯吉少佐/ 鈴木率道大佐，20门
  - 支那驻屯戰車隊（日语：支那駐屯戦車隊）：福田峯雄大佐，坦克24辆
  - 支那驻屯騎兵隊（日语：支那駐屯騎兵隊）：野口欽一少佐，3个中队
  - 支那驻屯工兵隊（日语：支那駐屯工兵隊）：田中宽大尉
  - 支那驻屯通信隊（日语：支那駐屯通信隊）：真崎信行大佐，6个中队
  - 支那驻屯航空隊（日语：支那駐屯航空隊）：小吉介中佐，3个中队18架飞机
  - 支那驻屯憲兵隊（日语：支那駐屯憲兵隊）：腾井慎二大佐/赤藤庄次中佐，1157人，分驻北平、天津、通州
  - 支那驻屯军队医院（日语：支那駐屯軍病院）
  - 支那驻屯軍倉庫（日语：支那駐屯軍倉庫）

## 關連項目
- 軍事單位
- 大日本帝國陸軍師團列表
- 第27師團